# 五香滷肉

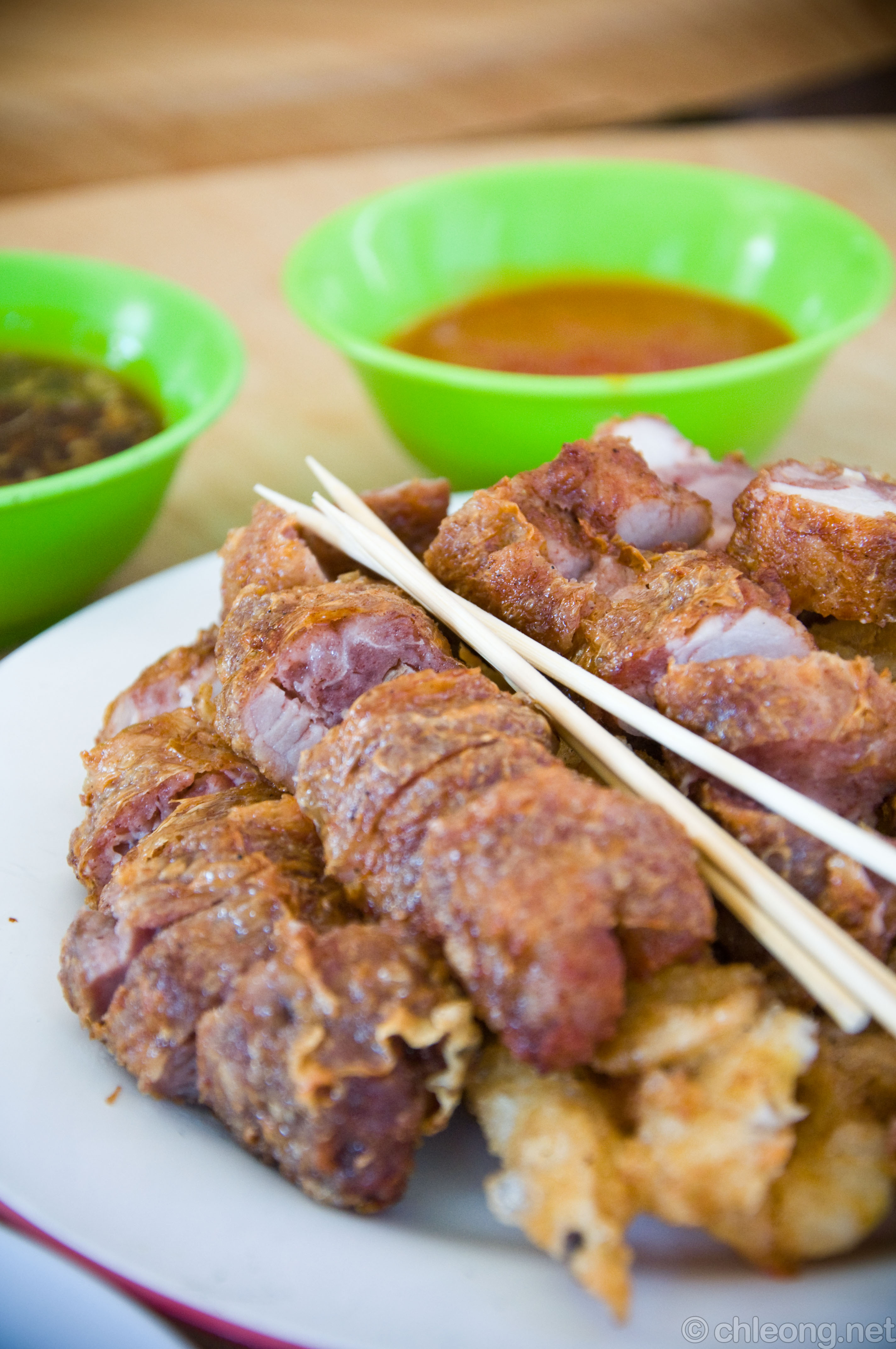
五香滷肉

五香滷肉（白話字：ngó͘-hiong-ló͘-bah），又稱蝦卷（白話字：hê-kǹg；福建話：heh gerng），是一道流行於馬來西亞、泰國和新加坡華人社區的一道小吃，大部分大多將這道小吃簡稱為滷肉（lor bak）或五香（Ngo Hiang），前者多用於檳城一帶，後者多用在馬來半島的其他地方。

## 概要及發展

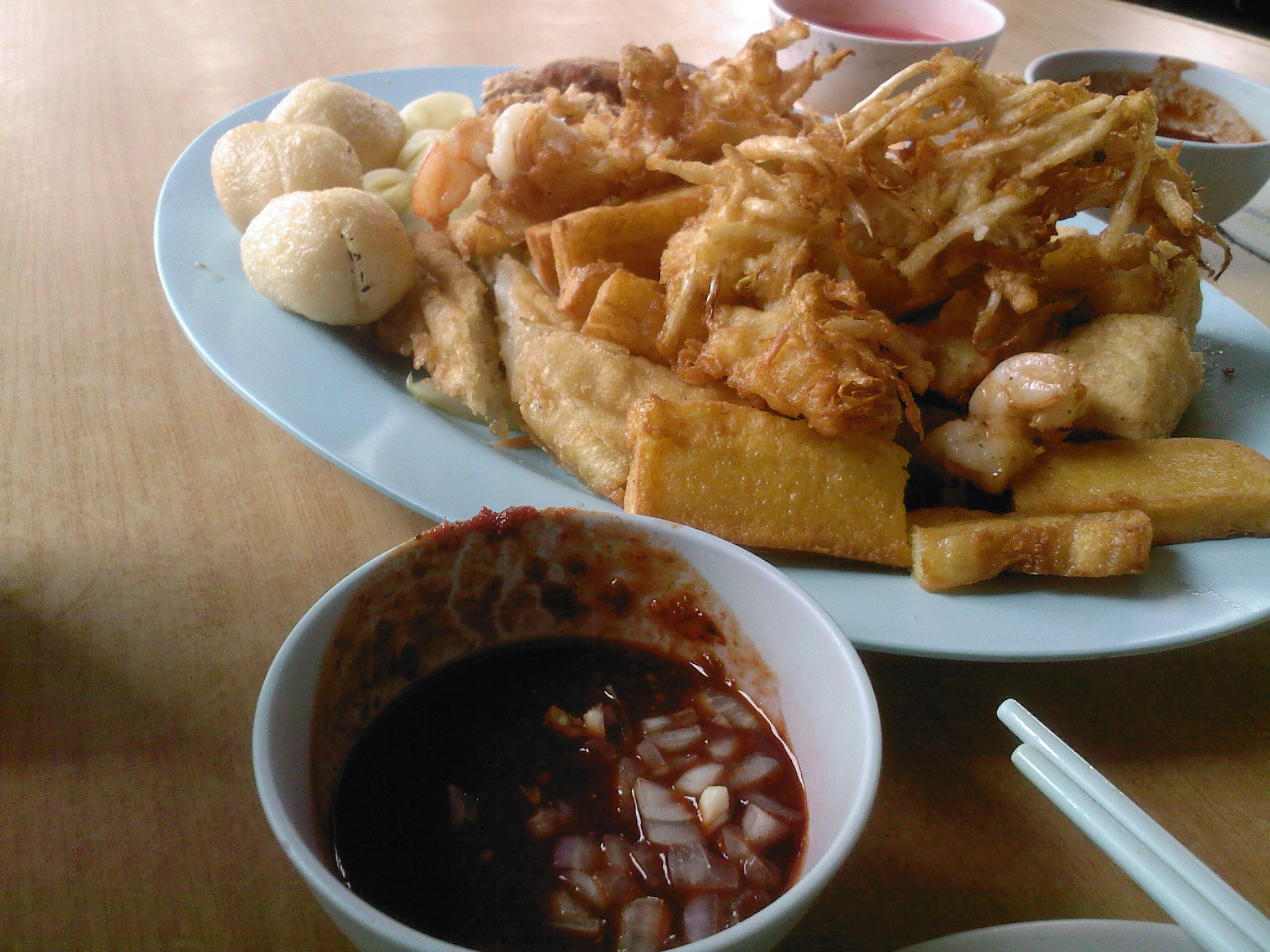
五香滷肉拼盤

五香滷肉為一道油炸腐皮肉卷，類似台灣的雞卷，源自於福建閩南一帶。在福建原鄉，這道料理被稱為五香卷、炸五香及炸五香條等。這道料理是早期人民生活貧苦，將吃剩的菜肉用五香粉醃製後，用豆腐皮將這些菜肉包成肉卷，再下鍋油炸而成。在馬來西亞一帶食用此肉卷時，會搭配一種濃稠的醬汁，該醬汁是使用滷麵的滷湯，以五香粉、黑醬油、醬油、糖來調味，在加入太白粉勾芡及打入蛋花而成的醬汁。
在檳城一帶，「滷肉」這詞應兩字分開來理解。當地人講濃稠的沾醬稱為「滷」，「肉」則是指炸五香肉捲，因此形成了「滷肉」此名稱。在福建漳州一帶，每逢過節及婚壽喜宴時，必定會準備滷麵配上炸五香肉卷寬帶親友，五香肉捲是蘸點滷麵的湯汁來食用。傳至檳城一帶後，滷肉與滷麵被一分為二。當地販售滷麵的攤販很少會售賣滷肉，而販售五香滷肉的攤販，除了售賣滷肉外，也會售賣炸魚丸、炸魚餅、皮蛋、炸蝦餅、炸豆腐等各種炸物，再搭配濃稠且鹹中帶甜的滷汁醬料及辣椒醬。因此，滷肉成為搭配一般麵食、小吃或下酒菜的料理。